# ANBO-IV
L'ANBO-IV era un monomotore da ricognizione ad ala alta a parasole prodotto dall'azienda lituana Karo Aviacijos Tiekimo Skyrius negli anni trenta.
Sviluppato dal precedente ANBO-III, fu l'unico velivolo di costruzione nazionale utilizzato dalla Karinės Oro Pajėgos, la forza aerea lituana, durante la seconda guerra mondiale.

## Storia del progetto
Nei primi anni trenta il colonnello Antanas Gustaitis, diventato anche responsabile dell'ufficio di progettazione dell'azienda lituana, iniziò lo sviluppo di un nuovo velivolo basato sul precedente multiruolo ANBO III utilizzato dalla forza aerea lituana come aereo da addestramento, da ricognizione ed attacco leggero. Il progetto si basava sul precedente disegno riproponendo una impostazione tradizionale; monomotore monoplano ad ala alta a parasole con carrello fisso.
Il prototipo del nuovo modello, designato ANBO VI e destinato alla ricognizione, venne realizzato nel 1932 e portato in volo per la prima volta con successo il 14 luglio dello stesso anno equipaggiato con un motore radiale di produzione statunitense, il 9 cilindri Pratt & Whitney Wasp C da 450 hp. Durante il successivo periodo di prova venne testato con una nuova unità motoelica, il britannico Armstrong Siddeley Panther 14 cilindri doppia stella da 535 hp, ma entrambe le motorizzazioni non vennero in seguito adottate.
Le buone caratteristiche dimostrate dal velivolo ne fecero avviare la produzione in serie presso gli stabilimenti Karo Aviacijos Tiekimo Skyrius di Kaunas. I 13 esemplari costruiti differivano sostanzialmente per l'adozione di una diversa motorizzazione, il britannico Bristol Pegasus, un radiale 9 cilindri in grado di erogare una potenza superiore.

## Tecnica
L'ANBO IV era un velivolo di impostazione classica, monomotore monoplano ad ala alta a parasole con carrello fisso.
La fusoliera era realizzata in tecnica mista, con struttura tubolare in duralluminio rivettato ricoperta di pannelli in compensato. Presentava due abitacoli aperti in tandem, l'anteriore destinato al pilota ed il posteriore all'osservatore/mitragliere di coda, quest'ultimo dotato di una coppia di mitragliatrici brandeggiabili da difesa. Posteriormente terminava in una coda dall'impennaggio tradizionale monoderiva ed i piani orizzontali controventati.
La configurazione alare era monoplana dotata di ala posizionata alta a parasole, collegata alla fusoliera da robusti montanti trasversali ed un castello centrale tubolare.
Il carrello d'atterraggio era fisso ed integrato posteriormente da un pattino d'appoggio posizionato sotto la coda.
La propulsione era affidata ad un motore Bristol Pegasus II, un radiale 9 cilindri posti su un'unica fila e raffreddato ad aria, capace di sviluppare una potenza pari a 585 hp (436 kW), posto sull'estremità anteriore della fusoliera in una cappottatura NACA ed abbinato ad un'elica bipala in legno a passo fisso.

## Impiego operativo
Gli esemplari iniziarono ad essere consegnati ad un reparto di ricognizione aerea dalla Karinės Oro Pajėgos dal 1934, dopo che tre esemplari vennero utilizzati per un raid promozionale di 10 000 km, a capo del colonnello Gustaitis, che raggiunse tra il 25 giugno ed il 29 luglio Unione Sovietica, Francia, Regno Unito e i paesi scandinavi.
Gli esemplari rimasero sicuramente in servizio fino al 1940 nel ruolo di ricognitore diurno e notturno. In base al patto Molotov-Ribbentrop stipulato tra Germania ed Unione Sovietica, già dal 1939 il paese doveva essere sotto l'influenza tedesca e nell'ambito della Campagna di Polonia la sua forza aerea avrebbe, nelle intenzioni tedesche, partecipare alle operazioni belliche per l'invasione da est del territorio polacco. Il rifiuto delle forze armate lituane ebbero come conseguenza l'invasione sovietica dello Stato e l'istituzione della Repubblica socialista sovietica lituana. Quella fu l'unica occasione in cui l'ANBO IV venne impiegato moderatamente in combattimento dalla forza aerea lituana prima della sua soppressione.
Alcuni esemplari sopravvissuti vennero acquisiti sia dalle forze sovietiche ed assegnati alla Sovetskie Voenno-vozdušnye sily che da quelle tedesche, durante l'Operazione Barbarossa, ed assegnate alla Luftwaffe.

## Versioni
ANBO IV
prima versione, designazione del prototipo e dei 13 esemplari di serie.
ANBO 41
sviluppo della precedente versione, caratterizzata, tra l'altro, dall'adozione di un'elica tripala in legno.

## Utilizzatori
Germania
- Luftwaffe

operò con alcuni esemplari catturati dopo l'invasione del territorio durante l'offensiva verso l'Unione Sovietica.
 Lituania
- Karinės oro pajėgos

 Unione Sovietica
- Sovetskie Voenno-vozdušnye sily